# Osiedle Sobieskiego (Skierniewice)
Osiedle Sobieskiego – osiedle mieszkaniowe położone we wschodniej części miasta.

## Charakter osiedla
Osiedle charakteryzuje się zabudową domów jednorodzinnych oraz bloków trzy i czteropiętrowych zbudowanych w latach sześćdziesiątych i siedemdziesiątych XX wieku.  Bloki były budowane ze względu na przemysł znajdujący się w tej części miasta. Blisko osiedla znajduje się Skierniewicka Spółdzielnia Mleczarska, Pieczarkarnia, biurowiec komendy miejskiej Policji, zajezdnia PKS Skierniewice, pola doświadczalne SGGW oraz nieistniejące Zakłady Transformatorów Zatra, Fumos Skierniewice.

## Komunikacja
Osiedle posiada połączenia autobusowe Miejskich Zakładów Komunikacji w Skierniewicach: linia nr 1. 
Główną ulicą osiedla jest ul. Jana III Sobieskiego - stąd nazwa osiedla. 